# Ernst Hartmann
Ernst Hartmann, född 10 maj 1897, död 3 februari 1945, var en tysk SS-Brigadeführer och generalmajor i polisen. Han beklädde under andra världskriget flera poster som SS- och polischef i det av Tyskland ockuperade Ukraina.

## Biografi
Ernst Hartmann tog 1914 värvning i den preussiska armén och stred i första världskriget. Kort före krigsslutet hamnade han i brittisk krigsfångenskap. Efter frisläppandet arbetade han som ingenjör för en flygplanstillverkare och var från 1925 till 1928 flyglärare vid det kinesiska flygvapnet. Åren 1930–1935 var han anställd av Junkers Flugzeug- und Motorenwerke AG.
Hartmann blev medlem i NSDAP 1929 och inträdde i SS året därpå. På egen begäran utträdde han ur SS 1932, men återinträdde 1937. År 1939 tjänstgjorde han i staben vid SS-Oberabschnitt Mitte med säte i Braunschweig. Han fick i augusti samma år avsked från SS på grund av alkoholism, men han tilläts återinträda i oktober.

### Andra världskriget
Den 22 juni 1941 anföll Tyskland sin tidigare bundsförvant Sovjetunionen och ockuperade bland annat Ukraina. Som SS- och polischef på olika orter i Ukraina var Hartmann ansvarig för massarkebuseringar. Hartmann stupade 1945.

## Befordringar
- SS-Anwärter: 24 oktober 1930
- SS-Mann: 24 juni 1931
- SS-Scharführer: 2 november 1931
- utträde ur SS: 1 oktober 1932
- SS-Standartenführer: 20 april 1937 (återinträdde med denna tjänstegrad)
- avsked från SS: 18 augusti 1939
- återinträde i SS: 1 oktober 1939
- SS-Oberführer: 30 januari 1942
- SS-Brigadeführer und Generalmajor der Polizei: 1 augusti 1944